# I Love You (chanson de Dadju et Tayc)
Pour l’article homonyme, voir I love you.
Singles de Dadju & Tayc
Makila : Wablé
(2023)
Clip vidéo
[vidéo] « I Love You », sur YouTube
I Love You est un single des chanteurs français Dadju et Tayc sorti le 8 décembre 2023 comme second extrait de leur album commun Héritage. Dans la version album, Gims chante un couplet à la fin de la chanson.

## Liste des titres
| 1. | I Love You | 3:57 |

| 1. | I Love You (avec la voix additionnelle de Gims) | 3:57 |

## Classements et certifications

### Classements hebdomadaires
| Classements (2023-2024)                 | Meilleure position |
| --------------------------------------- | ------------------ |
| France (SNEP)                           | 2                  |
| Belgique (Wallonie Ultratop 50 Singles) | 11                 |
| Suisse (Schweizer Hitparade)            | 31                 |

### Certifications
| Région                                                                                                 | Certification | Ventes/Streams |
| --- | ------------- | -------------- |
| France (SNEP)                                                                                          | Diamant       | 50 000 000*    |
| *Ventes selon la certification ^Mise en rayon selon la certification xNon précisé par la certification |               |                |